# Віра і воля
«Віра і воля» — український комікс виданий в 2017 році. Комікс розповідає історичну подію про останній бій підпілля ОУНР 1960 року. Презентація коміксу відбулась у Тернополі 23 травня в День Героїв.
Презентація коміксу проходила в закладах Книгарні Є в Запоріжжі, Маріуполі.

## Сюжет
У ній оповідається про останній бій УПА, що відбувся на Тернопільщині в 1960-му році. Боївка УПА складався з трьох підпільників: Петра Пасічного — члена Подільського окружного проводу ОУН, досвідченого командира і радиста; його дружини Марії Пальчак, котрі займалися партизанською діяльністю ще з часів заснування УПА; 22-річного Олега Цетнарського. Незаперечні факти спростовують наклепи, зведені Кремлем, та доводять, що єдиною метою та мрією українців завжди було здобуття незалежності України.